# NGC 1459
NGC 1459 é uma galáxia espiral barrada (SBbc) localizada na direcção da constelação de Fornax. Possui uma declinação de -25° 31' 17" e uma ascensão recta de 3 horas, 46 minutos e 57,9 segundos.
A galáxia NGC 1459 foi descoberta em 1886 por Ormond Stone.